# رشا مصطفى
رشا مصطفى (17 ديسمبر 1974 -)، ممثلة سورية.

## عن حياتها
ولدت في الكويت لأب سوري وأم مصرية، عاشت فترة من حياتها في الكويت بسبب عمل والدها فيها. في عام 1996 حصلت على درجة البكالوريوس من «المعهد العالي للفنون المسرحية» في الكويت، وكانت بنفس دفعة الممثلين خالد أمين وفرح علي ورشا البلوشي. كانت بدايتها الفنية بعام 1993 عندما اشتركت في مسلسل «قاصد خير»، توالت بعدها أعمالها الفنية واستطاعت أن تأخذ أدور أكبر بعض الشيء. وفي عام 2004 قررت ارتداء الحجاب والاكتفاء بالأعمال الإذاعية وذلك بدون ضجه، استقرت في أستراليا بسبب عمل زوجها واستكمال دراستها فيها.

### ابتعادها عن التمثيل
ابتعدت عن المجال الفني بعد عرض آخر عمل لها مسلسل دروب الشك في نهاية عام 1999، وذلك من أجل التفرغ لحياتها الخاصة بسبب انشغالها بعد الزواج، ورأت انها ليست قادرة على العدل بين حياتها الخاصة وحياتها الفنية خصوصا بعد إنجابها أول أبنائها وما جعلها تحسم الأمر وتعتزل العمل الفني.

## الجوائز
- الأردن - جائزة أفضل ممثلة عن دورها في مسرحية الخادمات.[3]

## أعمالها

### من أعمال التلفزيون
| سنة الإنتاج | اسم المسلسل                             | الشخصية           |
| ----------- | --------------------------------------- | ----------------- |
| 1993        | قاصد خير                                |                   |
| 1993        | محطة جاكليت سهرة تلفزيونية              |                   |
| 1994        | العقاب                                  | رشا               |
| 1994        | عبد الله البري وعبد الله البحري         | الأميرة موج البحر |
| 1995        | الرجل والظل - سهرة تلفزيونية            |                   |
| 1996        | دلق سهيل (جزئين)، الجزء الثاني عام 1997 | فاطمة             |
| 1997        | الطير والعاصفة                          |                   |
| 1997        | عودة السندباد                           | الأميرة روان      |
| 1997        | الوريث                                  | أمل               |
| 1997        | ما يبقى غير الحب                        | فاتن              |
| 1997        | الناس أجناس                             | عدة شخصيات        |
| 1997        | بو قلبين                                | سلوى              |
| 1997        | عندما تشتعل الثلوج                      | بدور              |
| 1998        | سابع جار                                |                   |
| 1998        | الرقص فوق الجمر                         |                   |
| 1998        | الملف - سهرة تلفزيونية                  |                   |
| 1999        | غنائيات - برنامج                        | عدة شخصيات        |
| 1999        | أبناء الغد                              | ضيفة الحلقات      |
| 1999        | دروب الشك                               | سلوى              |

### من أعمال المسرح
| سنة الإنتاج | المسرحية       | الشخصية |
| ----------- | -------------- | ------- |
| 1995        | سيمبا لاين كنج |         |
| 1998        | زمن دراكولا    |         |
| 1999        | روبن هود       |         |
|             | الخادمات       |         |

## روابط خارجية
- رشا مصطفى على موقع قاعدة بيانات الأفلام العربية